# Laupala waikemoi
Laupala waikemoi är en insektsart som beskrevs av Otte, D. 1994. Laupala waikemoi ingår i släktet Laupala och familjen syrsor. Inga underarter finns listade i Catalogue of Life.